# Trans-Canada-Air-Lines-Flug 831
Der Trans-Canada-Air-Lines-Flug 831 war ein Inlandslinienflug der Trans Canada Air Lines von Montréal nach Toronto. Am 29. November 1963 ereignete sich auf diesem Flug ein schwerer Flugunfall, als eine Douglas DC-8F-54 Jet Trader (CF-TJN) kurz nach dem Start durch einen Kontrollverlust abstürzte. Bei dem Unfall wurden alle 118 Menschen an Bord getötet. Es handelte sich zu diesem Zeitpunkt um den schwersten Flugunfall einer Douglas DC-8 und bis zum Multinational-Force-and-Observers-Flug 1285R um den schwersten Flugunfall in Kanada.

## Maschine
Bei der verunglückten Maschine handelte es sich um eine Maschine vom Typ Douglas DC-8F-54 Jet Trader mit der Werknummer 45654, die im Douglas-Werk in Long Beach, Kalifornien montiert wurde und deren Roll-out am 16. Januar 1963 erfolgte. Der Erstflug wurde am 5. Februar 1963 durchgeführt. Es handelte sich um die 179. Douglas DC-8 aus laufender Produktion. Die Maschine wurde am 8. Februar an die Trans Canada Air Lines ausgeliefert. Sie erhielt das Luftfahrzeugkennzeichen CF-TJN und die Flottennummer 814. Das vierstrahlige Langstrecken-Schmalrumpfflugzeug war mit vier Triebwerken des Typs Pratt & Whitney JT3D-3 ausgestattet. Bis zum Zeitpunkt des Unfalls hatte die Maschine 2.174 Betriebsstunden absolviert.

## Besatzung
An Bord der Maschine befanden sich sieben Besatzungsmitglieder. Die Cockpitbesatzung war dreiköpfig: 
- Der 47,5-jährige Flugkapitän John Douglas Snider war zwischen 1940 und 1944 Pilot bei der Royal Canadian Air Force gewesen und war in dieser Zeit hauptsächlich Bomber geflogen. Sein Arbeitsverhältnis mit der Trans Canada Air Lines begann er am 27. Oktober 1944. Bis zu seinem Tod hatte er 17.206 Flugstunden absolviert, davon 458 mit Passagiermaschinen des Typs Douglas DC-8 sowie weiteren 103 Stunden mit der Frachtversion DC-8F. Snider war wohnhaft in Toronto.
- Der 35,5-jährige Erste Offizier Harry Jacob Dyck flog seit dem 9. Februar 1953 für die Trans Canada Air Lines. Seitdem hatte er 8302 Stunden und 58 Minuten Flugerfahrung absolviert, davon 336 mit Passagiermaschinen des Typs Douglas DC-8 sowie weiteren 61 Stunden und 54 Minuten mit der Frachtversion DC-8F. Dycks letzter Wohnsitz war in Leamington (Ontario).
- Der 29,5-jährige Zweite Offizier Edward Desmond Baxter hatte im Laufe seiner beruflichen Laufbahn in verschiedenen Positionen bei der Trans Canada Air Lines gearbeitet, unter anderem als LKW-Fahrer, Kassierer und Verkäufer. Am 8. Juli 1957 wurde er als Pilot bei der Fluggesellschaft eingestellt und flog zunächst Maschinen vom Typ Canadair North Star, ehe er für die Vickers Viscount weitergebildet wurde. Im Juni 1963 erhielt er die Musterberechtigung für die Douglas DC-8. Bis zum Zeitpunkt seines Todes hatte er 3.603 Stunden Flugerfahrung gesammelt, davon 133 im Cockpit von Passagiermaschinen des Typs Douglas DC-8 sowie 144 Stunden mit der Frachtversion DC-8F. Er hatte im Dezember 1961 über Schmerzen in der Brust geklagt, doch eine medizinische Untersuchung ergab, dass es sich dabei lediglich um einen Muskelkrampf gehandelt hatte. Baxter war in Toronto wohnhaft.

Die vierköpfige Kabinenbesatzung setzte sich zusammen aus dem Purser Imants E. Zirnis sowie den Flugbegleiterinnen Kathleen P. Creighton, Linda J. Slaught und Lorna J. Wallington.

## Passagiere
Den Flug hatten 111 Passagiere angetreten. Von diesen hatten bis auf drei Personen alle die kanadische Staatsangehörigkeit:
| Staatsangehörigkeit | Passagiere | Besatzung | Gesamt |
| ------------------- | ---------- | --------- | ------ |
| Kanada              | 108        | 7         | 115    |
| Vereinigte Staaten  | 2          | -         | 2      |
| Indien              | 1          | -         | 1      |
| Gesamt              | 111        | 7         | 118    |

## Unfallhergang
Um 18.28 Uhr begann der Startlauf der Maschine von der Startbahn 06R des Flughafens Montreal-Dorval. Die Maschine rotierte und die Besatzung meldete sich bei Erreichen einer Flughöhe von 3.000 Fuß (ca. 910 Meter) bei der Flugsicherung und erhielt die Freigabe zum Flug einer Linkskurve. Kurz nach dieser Freigabe wich die Maschine von ihrer vorgesehenen Flugbahn ab und begann schnell zu sinken. Um 18:33 Uhr schlug die DC-8 mit einem Nickwinkel von etwa 55 Grad (± 7 Grad) und einer Geschwindigkeit von etwa 470 bis 485 Knoten (ca. 870 bis 898 km/h) auf dem Boden auf.
Die Maschine war in Sainte-Thérèse, Québec, etwa 100 Meter von der Hauptstraße, die in die Laurentinischen Berge führt, in ein sumpfiges Feld gestürzt.

## Opfer
Von den 118 Toten stammten 76 aus der Metropolregion Toronto. Die Fluggesellschaft erklärte, dass die Leichen so schwer verstümmelt seien, dass eine Identifikation praktisch unmöglich sei. Acht weitere Personen, die für den Flug gebucht waren, erreichten aufgrund eines Staus auf der Hauptverkehrsader von Montréal den Flughafen nicht rechtzeitig.

## Unfalluntersuchung
Eine Zeugin sagte aus, sie habe kurz vor dem Absturz etwas gesehen, das wie "ein langer roter Streifen am Himmel" aussah. Die mit einer roten Bauchbinde versehene, weiß-silberne Maschine hinterließ einen Krater mit einer Tiefe von 1,8 Metern und einer Breite von 46 Metern, welcher sich bald mit Regenwasser zu füllen begann. Die Absturzstelle befand sich nur wenige Felder von einer Ortschaft mit 12.000 Einwohnern entfernt. Die Hauptabschnitte des Wracks lagen etwa auf halber Strecke zwischen dem Highway 11, der heutigen Québec Route 117, und der Laurentian Autoroute (dem heutigen Québec Highway 15). Die Bergung wurde durch tiefen Schlamm an der Absturzstelle sowie durch ein kerosingespeistes Feuer erschwert, das trotz starken Regens stundenlang anhielt.
Obwohl Teile des Flugzeugs über einen weiten Bereich um den Krater verstreut waren, stellte die Untersuchungskommission fest, dass das Flugzeug beim Auftreffen auf den Boden strukturell intakt gewesen war. Die Maschine war zu stark beschädigt, um die Unfallursache zweifellos zu bestimmen. Zum Unfallzeitpunkt waren für in Kanada zugelassene Maschinen  keine Cockpit Voice Recorder oder Flugdatenschreiber vorgeschrieben und in der Maschine daher nicht verbaut, was die Untersuchung des Absturzes erschwerte. In dem 1965 veröffentlichten offiziellen Abschlussbericht wurde daher keine eindeutige Unfallursache genannt, jedoch wurde auf Probleme mit der Neigungstrimmung, welche die Flugzeugnase nach oben oder unten ausrichtet, verwiesen. Eine solche Unfallursache erschien plausibel, da eine Fehlfunktion von exakt dieser Baugruppe drei Monate später im Jahr 1964 zum Absturz einer weiteren Douglas DC-8 der Eastern Air Lines auf Eastern-Air-Lines-Flug 304 führte. Als alternative Unfallursachen wurden eine Vereisung der Pitotrohre oder ein Ausfall des Kurskreisels angegeben.

## Gedenken
Die Fluggesellschaft ließ auf dem Friedhof von Sainte-Thérèse einen Gedenkstein für die Opfer des Absturzes errichten. 